# むさしの学園小学校
むさしの学園小学校（むさしのがくえんしょうがっこう）は、東京都府中市多磨町にある私立小学校。

## 概要
むさしの学園小学校は、東京都府中市多磨町にある私立小学校。寺子屋教育を範とした1教師と1児童の魂のぶつかり合いによる少人数教育を目指し、1924年に佐藤藤太郎、吹本喜一、阪本浅之助の3人が創立した。
この学校ではキリスト教に基づいた教育を行っており、年間を通じてキリスト教に関する行事が行われている。（クリスマス礼拝や降誕劇など）
また、自然に身を置くことも重視している。
元々校舎は武蔵野市にあったが、より広い校地を求め、1964年に府中市に校舎を移転した。
ひまわり幼稚園という幼稚園も併設されている。尚、中学校、高等学校、大学は併設されていない。

## 沿革
むさしの学園・同窓会年表
- 1924年 - 1学年1学級・個別指導による寺子屋式の人格教育主義を掲げて、佐藤藤太郎、吹本喜一、阪本浅之助により、東京府北多摩郡武蔵野村西窪（現・東京都武蔵野市西久保）に開校。年長で校長経験のあった佐藤藤太郎が初代校長に就任。吹本喜一は、学園の武蔵境移転後同西窪の地に開園した、けやき幼稚園園長に。阪本浅之助は、東京文化学園に移った。
- 1925年 -「田園の教育」発刊開始。9泊10日の臨海学校開始。
- 1930年 - 教師と6年生とで作った学園の歌に、在籍者の父君 信時潔氏が作曲=現校歌
- 1935年 - 6年生を対象に、妙高高原学校が始まる。
- 1944年 - 戦争で空襲が激しくなり、小金井市、次いで御岳山麓に学校疎開する。
- 1945年 - 9月の終戦を機に武蔵野市に戻り、教師の自宅を教室にし、複式学級での授業を再開する。
- 1949年 - 国鉄（現・JR）武蔵境駅南側に校地を求め、子ども達も学年に合った奉仕をし、新校舎上棟式（翌 昭和25年、落成式）が建設される。
- 1951年 - 学校法人 武蔵野学園の認可が下り、「むさしの学園小学校」として、再スタート。
- 1954年 - 武蔵野学園 創立三十周年記念式典実施。
- 1955年 - 制服と校章入りのカバンを制定。
- 1963年 - 東京都府中市多摩町（現在地）に新校舎設立、12月に移転。
- 1964年 - より広い校地を求め、春に府中市に校舎が移転され、新校舎落成式。秋に武蔵野学園 創立四十周年記念式典を実施。
- 1968年 - ひまわり幼稚園が付設開園。
- 1971年 - 初代校長である佐藤藤太郎が引退し、佐藤可南が2代目校長として就任する。
- 1972年 - 7月に初代校長 佐藤藤太郎が逝去。
- 1974年 - 武蔵野学園 創立五十周年記念式典実施。これを機に、同窓会創設。初代会長は中村英勝（6回生） 。
- 1975年 - 保護者組織「けやき会」発足、11月には、同会主催第1回バザー実施。
- 1981年 - 6年生の高原学校が那須高原実施に変更される。
- 1984年 - 校舎内の大規模修繕を実施。秋に武蔵野学園 創立六十周年記念式典を実施。創立六十周年記念祝賀会開催。
- 1991年 - 先生方に依頼していた会報作成、宛名業務および会計義務、同窓会実施に変更される。
- 1992年 - 佐藤可南理事長兼校長が文部大臣賞を表彰する。同窓会会費が終身1万円に改訂。
- 1993年 - 西側に校舎を増築する。
- 1994年 - 校舎西端と校門との間の庭園整備が終わる。佐藤可南理事長兼校長が勲五等双光旭日章を受勲する。秋に武蔵野学園創立七十周年記念式典を実施。
- 2001年 - 中村英勝会長が退任し、二代目会長に小坂恵児（15回生）就任する。
- 2002年 - 第二代目校長である佐藤可南が引退（在職31年）し、江幡清彦が第三代目校長に就任する。
- 2003年 - 1月に佐藤可南前校長が逝去。翌年の創立八十周年記念式行事の一環として、全校児童を校庭に集め、航空写真を撮影する。
- 2004年 - 秋に武蔵野学園 創立80周年記念式典を実施。創立80周年記念祝賀会開催。「同窓会名簿」が発刊。
- 2009年 - 2月に小坂恵児二代目会長逝去。三代目会長に、山手亨（12回生）が就任する。
- 2011年 - 校舎が老朽化したことにより、3月に新校舎落成される。4月に授業が開始。
- 2013年 - 秋に武蔵野学園 創立90周年記念式典を実施。臨海学校が岩井から勝浦市に変更（災害対応）。
- 2014年 - 創立90周年記念祝賀会開催（第1回卒業から90周年）。
- 2015年 - 山手亨会長退任、四代目会長に圓谷洋一（39回生）が就任する。
- 2017年 - 7月に岩井海岸ツアー開催。
- 2018年 - 第三代目校長である江幡清彦が退任（相談役就任）し、青木洋介が第四代目校長として就任する。10月、ひまわり幼稚園創立50周年。武蔵野学園 創立95周年。
- 2019年 - 5月にホームカミングディ開催。
- 2020年 - 新型コロナウイルス禍により総会が中止～2022年。
- 2021年 - 1月に山手亨三代目会長逝去。
- 2024年 - 武蔵野学園 創立100周年記念礼拝・音楽会・祝賀会開催。

## 学校・教育の特徴
- 1、2年生は週に3時間、3年生は週に2時間個別の授業を実施している。この個別の授業は、本の視写や音読をすることにより、読み書きを円滑に進め語彙力を増やすことを目的としている。
- 1、2年生はリトミックの授業を実施している。このリトミックの授業は、音楽の基礎となる音の感覚やリズムを養い、体で表現していく活動をすることにより、音やリズムを生きたものとして感覚的に捉えることを目的としている。
- 5、6年生は週に4時間中学受験に向けて算数の問題集に取り組む時間を設けている。この時間では、導入→演習→ドリル→評価までを一貫して行うことのできる教材を使用しており、学習指導要領や検定教科書を超えた内容も取り扱うことにより、学力を大幅に伸ばすことを目的としている。
- 全学年週に1時間聖書の授業を実施している。この聖書の授業は、キリスト教の様々なことに関しての理解を深める活動をするだけでなく、クリスマスキャンドルを制作したり、障碍者への理解を深める活動をしたりもしている。
- 全学年園芸の授業を実施している。この園芸の授業は、畑で植物を育てるのだが、児童らが自ら畑を耕したり、水やりをしたりするのが特徴である。
- 全学年週に1時間野川公園に行く時間を設けている。この時間では、遊んだりお弁当を食べたりするのは勿論、川に行くこともある。ちなみにむさしのめぐりという小遠足が実施されることもある。むさしのめぐりは普段野川公園に行く時とは違い、遊べる時間が大幅に多いのと家からお菓子を持参することができ、子ども達や先生も含めてお菓子を交換するため、和気藹藹とした様子が多く見られる（たまに野川公園ではない場所に行くこともある）。
- 職員室が無い。担任の教師は各教室に、専科の教師は各専科教室に出勤するのである。
- 少人数制教育のため、1クラスあたりの児童数が少ない。

## 教育目標
- どんなことであっても、自分のこととして、真剣に取り組む態度を身に付ける。
- 人に言われて、やらされる、という取り組みではなく、自らの意思で、主体的に創意工夫する。

## 学校行事

### 1月
- 始業式

### 2月
- 下校指導
- 新1年生保護者会

### 3月
- むさしのめぐり
- 6年生が制作した美術・家庭科の卒業作品展示
- 卒業式
- 終業式

### 4月
- 始業式
- 入学式
- 健康診断
- 身体測定
- けやき会総会
- 全校保護者会

### 5月
- 新入生歓迎音楽会
- 6年生対教職員の球技大会
- 消防写生会
- 同窓会総会

### 6月
- 下校指導
- むさしのめぐり
- 消防総合訓練

### 7月
- 終業式

### 8月
- 臨海学校

### 9月
- 始業式
- 運動会

### 10月
- 下校指導
- むさしのめぐり
- 消防総合訓練

### 11月
- 入学考査
- けやき会主催の催し物
- むさしのめぐり

### 12月
- スキー学校
- クリスマス礼拝
- 降誕劇
- 終業式

## 交通
- JR中央線武蔵境駅で乗換→西武鉄道西武多摩川線多磨駅下車徒歩3分
- JR中央線三鷹駅から小田急バス乗車→多磨駅下車徒歩3分
- 京王電鉄京王線飛田給駅から京王バス乗車→多磨駅下車徒歩3分